# Епархия Иунки Бизаценской
Епархия Иунки Бизаценской (лат. Dioecesis Iuncensis in Byzacena) — титулярная епархия Римско-Католической церкви.

## История
Античный город Иунка, идентифицированный сегодня с археологическими раскопками Ounga, которые находятся на территории сегодняшнего Туниса, находился в римской провинции Африка. В первые века христианства Иунка была центром одноимённой епархии, которая упоминается в "Notitia Episcopatuum".
С 1933 года епархия Тимиды является титулярной епархией Римско-Католической церкви.

## Ординарии епархии
- епископ Валентиниан (упоминается в 411 году) — последователь донатизма;
- епископ Тертуллий (упоминается в 484 году);
- епископ Верекондий (упоминается в 533 году);
- епископ Нумидий (упоминается в 641 году).

## Титулярные епископы
- епископ Марсель Рогер Бёйзе OFMCap[1] (12.03.1967 — 8.01.1971);
- епископ Ephraim Silas Obot (28.06.1971 — 17.12.1977) — назначен епископом Иды;
- епископ Vital João Geraldo Wilderink OCarm (5.06.1978 — 21.04.1980) — назначен епископом Итагуаи;
- епископ Lino Vomboemmel OFM (25.05.1981 — 9.06.1983);
- епископ Thadeu Gomes Canellas (19.11.1983 — 10.11.1999) — назначен епископом Озориу;
- епископ Manuel Parrado Carral (3.01.2001 — 9.01.2008) — назначен епископом Сан-Мигел-Паулисты;
- епископ Juan Humberto Gutiérrez Valencia 914.02.2008 — по настоящее время).

## Источник
- Annuario Pontificio, Libreria Editrice Vaticana, Città del Vaticano, 2003, стр. 828, ISBN 88-209-7422-3
- Pius Bonifacius Gams, Series episcoporum Ecclesiae Catholicae, Leipzig 1931, стр. 466  (лат.)
- Stefano Antonio Morcelli, Africa christiana, Volume I, Brescia 1816, стр. 192—193  (лат.)
- J. Mesnage, L’Afrique chrétienne, Paris 1912, стр. 129—130  (англ.) (фр.)
- Duval Noël, L'évêque et la cathédrale en Afrique du Nord, in Actes du XIe congrès international d’archéologie chrétienne, École Française de Rome, 1989, стр. 397—398  (англ.)
- Hieroclis Synecdemus et notitiae graecae episcopatuum, accedunt Nili Doxapatrii notitia patriarchatuum et locorum nomina immutata, ex recognitione Gustavi Parthey, Berlin 1866, стр. 78  (лат.)